# 高知放送

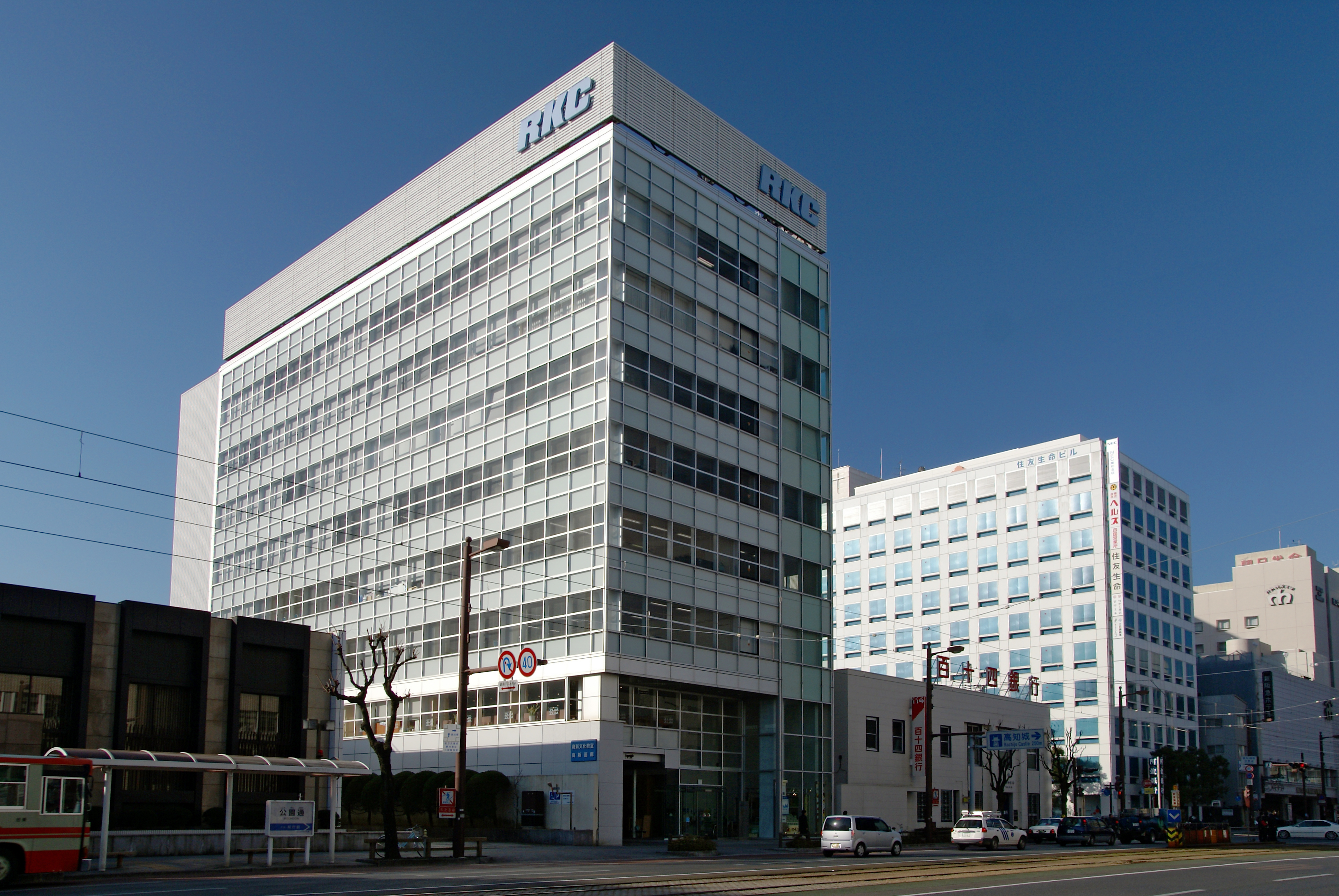
本社の向かいにある高知放送南館

株式会社高知放送（こうちほうそう、Kochi Broadcasting Co., Ltd.）は、高知県を放送対象地域とした中波放送（AM放送）事業とテレビジョン放送事業を兼営している特定地上基幹放送事業者である。略称は旧社名「ラジオ高知」からRKC（Radio Kochi Company）で、ホームページ等では社名併記でRKC高知放送と記載されている。

## 概要
1953年にラジオ局として開局し（呼称：ラジオ高知）、1959年にテレビ放送を開始。ラジオはJRN系列とNRN系列のクロスネット局で、呼出符号はJOZR。テレビは、日本テレビ系（NNN・NNS系列）に属している。テレビ局の呼出符号はJOZR-DTV。
系列新聞は高知新聞。同社との資本関係が非常に強く、旧社屋と高知新聞放送会館は共同で使用していた。『RKCニュース』などの報道で特に深い関係にある。高知新聞グループで39.09%所有する実質的な親会社であるため、日本テレビホールディングスが第2位株主ではあるが読売新聞グループとの関係は薄い。
マスコットキャラクターは「R（ロボット）・ケイシー」。

### 新社屋移転
1966年に運用開始された旧社屋と高知新聞放送会館は運用開始から56年以上が経ち、老朽化が進み、放送設備の更新を控えていることから、旧社屋の東隣に新社屋を建設して移転することを決めた。
規模は地上9階建てで、設計・施工は竹中工務店四国支店が担当した。2020年5月に着工、2021年10月に竣工し、2022年3月28日から運用を開始した。
高知新聞社も翌年の2023年に本社を移転したため、高知新聞放送会館は閉鎖となった。

## 本社・支社所在地
- 本社
  - 高知市本町三丁目2番8号
  - 郵便番号：780-8550
    - 国道32号を挟んで向かい合う、高知市本町三丁目3番39号の別館（通称:高知放送南館、またはRKC南館）にも本社機能の一部が置かれている。この一角にNHK高知放送局も存在する。
- 東京支社
  - 東京都千代田区内幸町二丁目2番1号 日本プレスセンタービル
- 大阪支社
  - 大阪府大阪市北区堂島二丁目1番31号 京阪堂島ビル

## 沿革
- 1953年（昭和28年）
  - 2月18日 株式会社ラジオ高知設立。
  - 9月1日 全国20番目にラジオ開局。
- 1955年（昭和30年）
  - 7月2日 6時から時報・ニュース・商業番組を除く自社製作番組の放送をストップする24時間のストライキを実施[5]。
  - 7月7日 - 7月9日 国内民間放送では初の停波ストライキを実施。
- 1957年（昭和32年）10月 高知県内でのテレビ放送の競願に関してラジオ高知を存続社とし高知県交通などによる「高知テレビ放送」などとの一本化要請を受ける[6]。
- 1958年（昭和33年）3月17日 テレビ放送予備免許を交付[7]。
- 1959年（昭和34年）4月1日 五台山送信所からテレビ放送を開始。
- 1962年（昭和37年）1月1日 株式会社高知放送に商号変更。
- 1963年（昭和38年）
  - 6月15日 芝電気製のモノクロ2インチVTRが入荷、据付調整を開始[8]
- 1965年（昭和40年）
  - 5月2日 この日発足したジャパン・ラジオ・ネットワーク（JRN）に加盟[9]。
  - 10月15日 全国ラジオネットワーク（NRN）に加盟[9]。
- 1966年（昭和41年） 
  - 4月1日 日本テレビのニュースネットワーク、NNNに発足と同時に加盟[10]。
  - 7月1日 高知新聞放送会館が現在の高知市本町三丁目2番15号に落成[11]。
- 1967年（昭和42年）
  - 3月15日 テレビのカラー試験放送を開始[12]。
  - 4月1日 テレビのカラー本放送を開始（当初はネット受け番組のみ）[12]。
- 1970年（昭和45年）
  - 2月25日 ローカルニュースのキャスターの顔出しをカラー化[13]。翌3月には同フィルム取材もカラー化[14]。
  - 12月26日 東芝製のカラー中継車及び電源車を導入、運用開始[15]。
- 1992年（平成4年）4月1日 テレビの音声多重放送を開始（テレビ高知と同日）。
- 2000年（平成12年）テレビ終夜放送開始（日曜深夜も含む）
- 2006年（平成18年）
  - 6月1日 烏帽子山送信所から地上デジタル放送試験電波の送信を開始。
    - テレビ高知（KUTV）（アナログ・デジタルテレビ放送）、エフエム高知（FMラジオ放送）と鉄塔･送信局舎を共同使用。

  - 7月10日 テレビ放送、デジタル放送対応のマスター（主調整室）に更新。（東芝製）
  - 8月4日 烏帽子山送信所から地上デジタル放送試験放送を開始（アナログ放送と同一内容を放送。本放送開始まで局名、コールサイン、試験放送中のテロップがテレビ画面に表示された）。
  - 10月1日 烏帽子山送信所から地上デジタル放送本放送を開始（コールサイン：JOZR-DTV）
    - また、県内のNHKと他の民放2局と初めて共同制作した「高知地上デジタル放送キックオフ宣言!」という番組を、13:00 - 13:30に4局で同時に放送した。
- 2007年（平成19年）4月2日 こうちeyeや公園どおりのウイークエンドなどの自社制作のレギュラー番組がHD化。
  - 特別番組では、機材レンタルにより2006年のよさこい中継（試験放送期間中）が初めてのローカルHD制作番組。この中継は後日BS日テレでも放送され、ローカル局制作HD番組をBS日テレで放送する実験も兼ねていた。
- 2011年（平成23年）7月24日　テレビ放送、アナログ放送終了。
- 2015年（平成27年）4月1日 「radiko.jp」で、ラジオ放送のインターネット配信を開始（エリアフリーの「radiko.jpプレミアム」にも対応）。
- 2020年（令和2年）2月10日 FM補完中継局の本放送を開始[16]。
- 2022年（令和4年）3月28日 新社屋からの放送を開始[注釈 1]。同時に、テレビ・ラジオ双方の新しい主調整室（マスター）が新社屋で稼動。

## 資本構成
企業・団体は当時の名称。出典：

### 2021年3月31日
| 資本金      | 発行済株式総数 | 株主数 |
| ----------- | -------------- | ------ |
| 2億2000万円 | 440,000株      | 176    |

| 株主               | 株式数    | 比率   |
| ------------------ | --------- | ------ |
| 高新販売オリコミ社 | 103,300株 | 23.47% |
| 日本テレビ放送網   | 044,000株 | 10.00% |
| 高知新聞社         | 033,700株 | 07.65% |
| 高知銀行           | 022,000株 | 05.00% |
| 四国銀行           | 022,000株 | 05.00% |
| 淀川製鋼所         | 021,400株 | 04.86% |
| 高知県             | 020,000株 | 04.54% |
| 高知新聞総合印刷   | 018,000株 | 04.09% |
| 高新急送           | 017,000株 | 03.86% |

## ラジオ

### 放送局
| AM放送   | AM放送   | AM放送  | AM放送 | AM放送            |
| 親局     | 識別信号 | 周波数  | 出力   | 備考              |
| -------- | -------- | ------- | ------ | ----------------- |
| 高知     | JOZR     | 900kHz  | 5kW    | [ 注釈 2 ]        |
| 中継局   | 識別信号 | 周波数  | 出力   | 備考              |
| 中村     |          | 1197kHz | 1kW    |                   |
| 宿毛     |          | 1395kHz | 100W   |                   |
| 土佐清水 |          | 1395kHz | 100W   |                   |
| 須崎     |          | 1557kHz | 100W   |                   |
| FM放送   |          |         |        |                   |
| 中継局   | 識別信号 | 周波数  | 出力   | 備考              |
| 高知     |          | 90.8MHz | 500W   | 2020年2月10日開局 |

なお、FM補完中継局（ワイドFM）用として90.8MHzが割り当てられており、2020年2月10日にテレビの親局と同じ烏帽子山送信所に開局。放送内容はAMと同じ。

### 放送時間
- 5:00を基点に24時間放送。日曜深夜（月曜未明）は0:00 - 5:00休止。なお、一時期オールナイトニッポンをフルネットした後の平日早朝5時台に榎さんのおはようさん〜!までの30分程度、メンテナンスのため放送を休止したことがあった。日曜の放送終了アナウンスのBGMとして「今日の日はさようなら」を歌抜きで使用。
- 放送開始の月曜を除いた5:00を迎える前に、ジャンクションも兼ねて長年「ラジオの王様」という、その時間にしか流れないジングルが流れる。

### 現在放送中の番組
現在の番組の詳細は、公式サイトのラジオあるいはラジオ番組表を参照。
放送時間は2025年4月時点のもの
自社制作番組は太字。

#### 平日
| 時                                               | 月曜日 | 火曜日 | 水曜日 | 木曜日 | 金曜日 |
| ------------------------------------------------ | --- | --- | --- | --- | --- |
| 5                                                | 5:00 RKCミュージック・セレクト | 5:00 RKCミュージック・セレクト | 5:00 RKCミュージック・セレクト | 5:00 RKCミュージック・セレクト | 5:00 RKCミュージック・セレクト                                                                                           |
| 5                                                | 5:10 ラジオショッピング | | | | |
| 5                                                | 5:20 心のともしび（心のともしび運動本部） | | | | |
| 5                                                | 5:25 モーニングチュ－ン | | | | |
| 5                                                | 5:30 Brand-New Morning（TBSラジオ） | | | | |
| 6                                                | | | | | |
| 6:30 RKCミュージック・セレクト                   | 6:30 建通新聞ニュース | 6:30 RKCミュージック・セレクト | 6:30 RKCミュージック・セレクト | 6:30 RKCミュージック・セレクト | |
| 6:35 おはよう寺ちゃんニュース最前線（文化放送）  | | | | | |
| 6:55 モーニングチュ－ン                          | | | | | |
| 7                                                | 7:00 武田鉄矢・今朝の三枚おろし（文化放送） | 7:00 武田鉄矢・今朝の三枚おろし（文化放送） | 7:00 武田鉄矢・今朝の三枚おろし（文化放送） | 7:00 武田鉄矢・今朝の三枚おろし（文化放送） | 7:00 武田鉄矢・今朝の三枚おろし（文化放送）                                                                              |
| 7                                                | 7:10 お早う!ニュースネットワーク（ニッポン放送） | | | | |
| 7                                                | 7:25 情報宝島（ニッポン放送） | | | | |
| 7                                                | 7:30 RKC地震防災メモ | | | | |
| 7                                                | 7:35 おはようミュージック | | | | |
| 7                                                | 7:40 道路交通情報 | | | | |
| 7                                                | 7:45 とさこちラジオ ▽8:00 話題のアンテナ 日本全国8時です（TBSラジオ） ▽8:15 羽田美智子のいってらっしゃい（ニッポン放送）                                                                         | 7:45 とさこちラジオ ▽8:00 話題のアンテナ 日本全国8時です（TBSラジオ） ▽8:15 羽田美智子のいってらっしゃい（ニッポン放送）                                                                         | 7:45 とさこちラジオ ▽8:00 話題のアンテナ 日本全国8時です（TBSラジオ） ▽8:15 羽田美智子のいってらっしゃい（ニッポン放送）                                                                         | 7:45 とさこちラジオ ▽8:00 話題のアンテナ 日本全国8時です（TBSラジオ） ▽8:15 羽田美智子のいってらっしゃい（ニッポン放送）                                                                         | 7:45 ぶちぬきFRIDAY ▽8:00 話題のアンテナ 日本全国8時です（TBSラジオ） ▽8:15 羽田美智子のいってらっしゃい（ニッポン放送） |
| 8                                                | 7:45 とさこちラジオ ▽8:00 話題のアンテナ 日本全国8時です（TBSラジオ） ▽8:15 羽田美智子のいってらっしゃい（ニッポン放送）                                                                         | 7:45 とさこちラジオ ▽8:00 話題のアンテナ 日本全国8時です（TBSラジオ） ▽8:15 羽田美智子のいってらっしゃい（ニッポン放送）                                                                         | 7:45 とさこちラジオ ▽8:00 話題のアンテナ 日本全国8時です（TBSラジオ） ▽8:15 羽田美智子のいってらっしゃい（ニッポン放送）                                                                         | 7:45 とさこちラジオ ▽8:00 話題のアンテナ 日本全国8時です（TBSラジオ） ▽8:15 羽田美智子のいってらっしゃい（ニッポン放送）                                                                         | 7:45 ぶちぬきFRIDAY ▽8:00 話題のアンテナ 日本全国8時です（TBSラジオ） ▽8:15 羽田美智子のいってらっしゃい（ニッポン放送） |
| 9                                                | 7:45 とさこちラジオ ▽8:00 話題のアンテナ 日本全国8時です（TBSラジオ） ▽8:15 羽田美智子のいってらっしゃい（ニッポン放送）                                                                         | 7:45 とさこちラジオ ▽8:00 話題のアンテナ 日本全国8時です（TBSラジオ） ▽8:15 羽田美智子のいってらっしゃい（ニッポン放送）                                                                         | 7:45 とさこちラジオ ▽8:00 話題のアンテナ 日本全国8時です（TBSラジオ） ▽8:15 羽田美智子のいってらっしゃい（ニッポン放送）                                                                         | 7:45 とさこちラジオ ▽8:00 話題のアンテナ 日本全国8時です（TBSラジオ） ▽8:15 羽田美智子のいってらっしゃい（ニッポン放送）                                                                         | 7:45 ぶちぬきFRIDAY ▽8:00 話題のアンテナ 日本全国8時です（TBSラジオ） ▽8:15 羽田美智子のいってらっしゃい（ニッポン放送） |
| 10                                               | 7:45 とさこちラジオ ▽8:00 話題のアンテナ 日本全国8時です（TBSラジオ） ▽8:15 羽田美智子のいってらっしゃい（ニッポン放送）                                                                         | 7:45 とさこちラジオ ▽8:00 話題のアンテナ 日本全国8時です（TBSラジオ） ▽8:15 羽田美智子のいってらっしゃい（ニッポン放送）                                                                         | 7:45 とさこちラジオ ▽8:00 話題のアンテナ 日本全国8時です（TBSラジオ） ▽8:15 羽田美智子のいってらっしゃい（ニッポン放送）                                                                         | 7:45 とさこちラジオ ▽8:00 話題のアンテナ 日本全国8時です（TBSラジオ） ▽8:15 羽田美智子のいってらっしゃい（ニッポン放送）                                                                         | 7:45 ぶちぬきFRIDAY ▽8:00 話題のアンテナ 日本全国8時です（TBSラジオ） ▽8:15 羽田美智子のいってらっしゃい（ニッポン放送） |
| 11                                               | 7:45 とさこちラジオ ▽8:00 話題のアンテナ 日本全国8時です（TBSラジオ） ▽8:15 羽田美智子のいってらっしゃい（ニッポン放送）                                                                         | 7:45 とさこちラジオ ▽8:00 話題のアンテナ 日本全国8時です（TBSラジオ） ▽8:15 羽田美智子のいってらっしゃい（ニッポン放送）                                                                         | 7:45 とさこちラジオ ▽8:00 話題のアンテナ 日本全国8時です（TBSラジオ） ▽8:15 羽田美智子のいってらっしゃい（ニッポン放送）                                                                         | 7:45 とさこちラジオ ▽8:00 話題のアンテナ 日本全国8時です（TBSラジオ） ▽8:15 羽田美智子のいってらっしゃい（ニッポン放送）                                                                         | 7:45 ぶちぬきFRIDAY ▽8:00 話題のアンテナ 日本全国8時です（TBSラジオ） ▽8:15 羽田美智子のいってらっしゃい（ニッポン放送） |
| 11:25 きいてMIHOちゃんねる                       | 7:45 とさこちラジオ ▽8:00 話題のアンテナ 日本全国8時です（TBSラジオ） ▽8:15 羽田美智子のいってらっしゃい（ニッポン放送）                                                                         | 7:45 とさこちラジオ ▽8:00 話題のアンテナ 日本全国8時です（TBSラジオ） ▽8:15 羽田美智子のいってらっしゃい（ニッポン放送）                                                                         | 7:45 とさこちラジオ ▽8:00 話題のアンテナ 日本全国8時です（TBSラジオ） ▽8:15 羽田美智子のいってらっしゃい（ニッポン放送）                                                                         | 7:45 とさこちラジオ ▽8:00 話題のアンテナ 日本全国8時です（TBSラジオ） ▽8:15 羽田美智子のいってらっしゃい（ニッポン放送）                                                                         | |
| 11:35 朗読のヒロバ（TBSラジオ）                  | 7:45 とさこちラジオ ▽8:00 話題のアンテナ 日本全国8時です（TBSラジオ） ▽8:15 羽田美智子のいってらっしゃい（ニッポン放送）                                                                         | 7:45 とさこちラジオ ▽8:00 話題のアンテナ 日本全国8時です（TBSラジオ） ▽8:15 羽田美智子のいってらっしゃい（ニッポン放送）                                                                         | 7:45 とさこちラジオ ▽8:00 話題のアンテナ 日本全国8時です（TBSラジオ） ▽8:15 羽田美智子のいってらっしゃい（ニッポン放送）                                                                         | 7:45 とさこちラジオ ▽8:00 話題のアンテナ 日本全国8時です（TBSラジオ） ▽8:15 羽田美智子のいってらっしゃい（ニッポン放送）                                                                         | |
| 11:45 LUNCHリクエスト                            | | | | | |
| 12                                               | 12:00 Music Delivery：R | 12:00 夏川りみのたびぐくる ちむぐくる（かしわプロダクション） | 12:00 うみともラジオ（再放送） | 12:00 白井みゆきの♪みうじっく♪（西日本放送） | 12:00 Kotoeのミュージック・フロム・シエスタ                                                                              |
| 12                                               | 12:00 Music Delivery：R | 12:00 夏川りみのたびぐくる ちむぐくる（かしわプロダクション） | 12:00 うみともラジオ（再放送） | 12:00 白井みゆきの♪みうじっく♪（西日本放送） | 12:15 健康生活インフォメーション                                                                                         |
| 12                                               | 12:30 テレフォン人生相談（ニッポン放送） | | | | |
| 12                                               | 12:50 堀内佳のきまぐれターンテーブル | | | | |
| 13                                               | 13:00 大竹まこと ゴールデンラジオ!（文化放送） ▽13:50 カミさまのあしたの出来事聞いとくれっ! ▽13:55 高知新聞ニュース・天気予報 ▽14:50 RKCミュージック・セレクト ▽14:55 高知新聞ニュース・天気予報 | 13:00 大竹まこと ゴールデンラジオ!（文化放送） ▽13:50 カミさまのあしたの出来事聞いとくれっ! ▽13:55 高知新聞ニュース・天気予報 ▽14:50 RKCミュージック・セレクト ▽14:55 高知新聞ニュース・天気予報 | 13:00 大竹まこと ゴールデンラジオ!（文化放送） ▽13:50 カミさまのあしたの出来事聞いとくれっ! ▽13:55 高知新聞ニュース・天気予報 ▽14:50 RKCミュージック・セレクト ▽14:55 高知新聞ニュース・天気予報 | 13:00 大竹まこと ゴールデンラジオ!（文化放送） ▽13:50 カミさまのあしたの出来事聞いとくれっ! ▽13:55 高知新聞ニュース・天気予報 ▽14:50 RKCミュージック・セレクト ▽14:55 高知新聞ニュース・天気予報 | 13:00 ぶちぬきFRIDAY ▽13:50 カミさまのあしたの出来事聞いとくれっ! ▽13:55 高知新聞ニュース・天気予報                      |
| 14                                               | 13:00 大竹まこと ゴールデンラジオ!（文化放送） ▽13:50 カミさまのあしたの出来事聞いとくれっ! ▽13:55 高知新聞ニュース・天気予報 ▽14:50 RKCミュージック・セレクト ▽14:55 高知新聞ニュース・天気予報 | 13:00 大竹まこと ゴールデンラジオ!（文化放送） ▽13:50 カミさまのあしたの出来事聞いとくれっ! ▽13:55 高知新聞ニュース・天気予報 ▽14:50 RKCミュージック・セレクト ▽14:55 高知新聞ニュース・天気予報 | 13:00 大竹まこと ゴールデンラジオ!（文化放送） ▽13:50 カミさまのあしたの出来事聞いとくれっ! ▽13:55 高知新聞ニュース・天気予報 ▽14:50 RKCミュージック・セレクト ▽14:55 高知新聞ニュース・天気予報 | 13:00 大竹まこと ゴールデンラジオ!（文化放送） ▽13:50 カミさまのあしたの出来事聞いとくれっ! ▽13:55 高知新聞ニュース・天気予報 ▽14:50 RKCミュージック・セレクト ▽14:55 高知新聞ニュース・天気予報 | 13:00 ぶちぬきFRIDAY ▽13:50 カミさまのあしたの出来事聞いとくれっ! ▽13:55 高知新聞ニュース・天気予報                      |
| 15                                               | 13:00 大竹まこと ゴールデンラジオ!（文化放送） ▽13:50 カミさまのあしたの出来事聞いとくれっ! ▽13:55 高知新聞ニュース・天気予報 ▽14:50 RKCミュージック・セレクト ▽14:55 高知新聞ニュース・天気予報 | 13:00 大竹まこと ゴールデンラジオ!（文化放送） ▽13:50 カミさまのあしたの出来事聞いとくれっ! ▽13:55 高知新聞ニュース・天気予報 ▽14:50 RKCミュージック・セレクト ▽14:55 高知新聞ニュース・天気予報 | 13:00 大竹まこと ゴールデンラジオ!（文化放送） ▽13:50 カミさまのあしたの出来事聞いとくれっ! ▽13:55 高知新聞ニュース・天気予報 ▽14:50 RKCミュージック・セレクト ▽14:55 高知新聞ニュース・天気予報 | 13:00 大竹まこと ゴールデンラジオ!（文化放送） ▽13:50 カミさまのあしたの出来事聞いとくれっ! ▽13:55 高知新聞ニュース・天気予報 ▽14:50 RKCミュージック・セレクト ▽14:55 高知新聞ニュース・天気予報 | 13:00 ぶちぬきFRIDAY ▽13:50 カミさまのあしたの出来事聞いとくれっ! ▽13:55 高知新聞ニュース・天気予報                      |
| 15:30 長野智子アップデート（文化放送）           | | | | | 13:00 ぶちぬきFRIDAY ▽13:50 カミさまのあしたの出来事聞いとくれっ! ▽13:55 高知新聞ニュース・天気予報                      |
| 16                                               | | | | | 13:00 ぶちぬきFRIDAY ▽13:50 カミさまのあしたの出来事聞いとくれっ! ▽13:55 高知新聞ニュース・天気予報                      |
| 16:30 園芸販売情報・高知新聞ニュース             | | | | | |
| 16:45 RKCミュージック・セレクト                  | | | | | |
| 16:50 あなたにハッピー・メロディ（ニッポン放送） | | | | | |
| 17                                               | 17:00 ニュース・パレード（文化放送） | 17:00 ニュース・パレード（文化放送） | 17:00 ニュース・パレード（文化放送） | 17:00 ニュース・パレード（文化放送） | 17:00 ニュース・パレード（文化放送）                                                                                     |
| 17                                               | 17:15 今旬!インフォメーション | 17:15 歴史のなかの土佐人たち | 17:15 くるまのことラジオ | 17:15 健康生活インフォメーション | 17:15 高校生の放課後らじお部                                                                                             |
| 17                                               | 17:15 今旬!インフォメーション | 17:25 ハイスクール♪バップス | 17:15 くるまのことラジオ | 17:15 健康生活インフォメーション | 17:15 高校生の放課後らじお部                                                                                             |
| 17                                               | 17:30 ネットワークトゥデイ（TBSラジオ） | | | | |
| 17                                               | 17:46 RKCイブニング・ニュース | | | | |
| 18                                               | 18:00 ベストミュージックコレクション（かしわプロダクション） | 18:00 ベストミュージックコレクションジャパン（かしわプロダクション） | 18:00 歌謡喫茶・昭和（かしわプロダクション） | 18:00 純烈 スーパー銭湯!!（かしわプロダクション） | 18:00 新・流行音楽堂 |
| 18                                               | 18:00 ベストミュージックコレクション（かしわプロダクション） | 18:00 ベストミュージックコレクションジャパン（かしわプロダクション） | 18:20RKCゴールデンナイター | | |
| 19                                               | 19:00 ワローのコレはどうかな? | 19:00 荻上チキ・Session（TBSラジオ） | | | |
| 20                                               | 20:00 かつお&さおりの!B級ラジオ図鑑（再放送） | 20:00 アフター6ジャンクション（TBSラジオ） | | | |
| 21                                               | 21:00 バンリク（四国放送） 4月 - 9月の水曜 - 金曜は短縮の場合あり。 | 21:00 バンリク（四国放送） 4月 - 9月の水曜 - 金曜は短縮の場合あり。 | | | |
| 22                                               | 21:00 バンリク（四国放送） 4月 - 9月の水曜 - 金曜は短縮の場合あり。 | 21:00 バンリク（四国放送） 4月 - 9月の水曜 - 金曜は短縮の場合あり。 | | | |
| 23                                               | 23:00 オキシジェンの『ラジオスープレックス』（山陰放送） | 23:00 加藤さんと山口くん（STVラジオ） | 23:00 水曜日のカツオボーイズ | 23:00 デハラユキノリのヨルラジオ | 23:00 菊地美香のとなりの席、あいてます。                                                                                 |
| 23                                               | 23:30 アンジュルムステーション1422（ラジオ日本） | 23:30 宮川賢のまつぼっくり王国（東北放送） | 23:30 もしかして どぶろっくだけど!?（かしわプロダクション） | 23:00 デハラユキノリのヨルラジオ | 23:30 ラジオどっとあい（文化放送 超!A&G+）                                                                               |
| 0                                                | 0:00 レコメン!（文化放送） | 0:00 レコメン!（文化放送） | 0:00 レコメン!（文化放送） | 0:00 レコメン!（文化放送） | 0:00 嵐・相葉雅紀のレコメン!アラシリミックス（文化放送）                                                                 |
| 1                                                | 1:00 山田裕貴のオールナイトニッポン（ニッポン放送） | 1:00 星野源のオールナイトニッポン（ニッポン放送） | 1:00 乃木坂46のオールナイトニッポン（ニッポン放送） | 1:00 ナインティナインのオールナイトニッポン（ニッポン放送） | 1:00 霜降り明星のオールナイトニッポン（ニッポン放送）                                                                    |
| 2                                                | 1:00 山田裕貴のオールナイトニッポン（ニッポン放送） | 1:00 星野源のオールナイトニッポン（ニッポン放送） | 1:00 乃木坂46のオールナイトニッポン（ニッポン放送） | 1:00 ナインティナインのオールナイトニッポン（ニッポン放送） | 1:00 霜降り明星のオールナイトニッポン（ニッポン放送）                                                                    |
| 3                                                | 3:00 キタニタツヤのオールナイトニッポン0(ZERO)（ニッポン放送） | 3:00 あののオールナイトニッポン0(ZERO)（ニッポン放送） | 3:00 佐久間宣行のオールナイトニッポン0(ZERO)（ニッポン放送） | 3:00 マヂカルラブリーのオールナイトニッポン0(ZERO)（ニッポン放送） | 3:00 三四郎のオールナイトニッポン0(ZERO)（ニッポン放送）                                                                 |
| 4                                                | 3:00 キタニタツヤのオールナイトニッポン0(ZERO)（ニッポン放送） | 3:00 あののオールナイトニッポン0(ZERO)（ニッポン放送） | 3:00 佐久間宣行のオールナイトニッポン0(ZERO)（ニッポン放送） | 3:00 マヂカルラブリーのオールナイトニッポン0(ZERO)（ニッポン放送） | 3:00 三四郎のオールナイトニッポン0(ZERO)（ニッポン放送）                                                                 |
| 4:30 上柳昌彦 あさぼらけ（ニッポン放送）         | | | | | 3:00 三四郎のオールナイトニッポン0(ZERO)（ニッポン放送）                                                                 |

#### 週末
| 時                    | 土曜日 | 日曜日                                                                                             |
| --------------------- | --- | -------------------------------------------------------------------------------------------------- |
| 5                     | 5:00 水森英夫のチップイン歌謡曲（火曜会）                                                                                              | 5:00 明日への扉〜いのちのラジオ〜～未来へ向かって～栄光のレジェンド（ラジオ関西）                  |
| 5                     | 5:30 由紀さおり ハッピーモーニング（かしわプロダクション）                                                                             | 5:00 明日への扉〜いのちのラジオ〜～未来へ向かって～栄光のレジェンド（ラジオ関西）                  |
| 6                     | 6:00 土曜朝6時 木梨の会。（TBSラジオ）                                                                                                 | 6:00 信仰の時間                                                                                    |
| 6                     | 6:00 土曜朝6時 木梨の会。（TBSラジオ）                                                                                                 | 6:10 録音風物誌（火曜会）                                                                          |
| 6                     | 6:00 土曜朝6時 木梨の会。（TBSラジオ）                                                                                                 | 6:20 疑惑のイージーリスニング                                                                      |
| 6                     | 6:00 土曜朝6時 木梨の会。（TBSラジオ）                                                                                                 | 6:35 心のともしび                                                                                  |
| 6                     | 6:00 土曜朝6時 木梨の会。（TBSラジオ）                                                                                                 | 6:40 おはよう!ニッポン全国消防団（ニッポン放送）                                                   |
| 6                     | 6:00 土曜朝6時 木梨の会。（TBSラジオ）                                                                                                 | 6:50 時東ぁみの危機耳ラジオ                                                                        |
| 7                     | 7:00 納得健康15分 | 7:00 ラジオ遍路・88の音巡り（四国AM4局週替わり制作）                                               |
| 7                     | 7:00 納得健康15分 | 7:10 岡村孝子 あの頃ミュージック（かしわプロダクション）                                           |
| 7                     | 7:15 週刊 なるほど!ニッポン（ニッポン放送）                                                                                            | |
| 7                     | 7:25 亀渕昭信のお宝POPS（火曜会） | |
| 7                     | 7:30 キリストへの時間 | |
| 7                     | 7:40 1万年堂出版の時間 | |
| 7                     | 7:45 健康生活インフォメーション | |
| 7                     | 7:55 おはようミュージック | |
| 8                     | 8:00 話題のアンテナ 日本全国8時です（TBSラジオ）                                                                                       | 8:00 ONE-J（TBSラジオ） ▽8:55 RKCミュージック・セレクト                                            |
| 8                     | 8:15 放送部のオト | 8:00 ONE-J（TBSラジオ） ▽8:55 RKCミュージック・セレクト                                            |
| 8                     | 8:20 こころのたからばこ～『やまもも』おかわり!～                                                                                       | 8:00 ONE-J（TBSラジオ） ▽8:55 RKCミュージック・セレクト                                            |
| 8                     | 8:30 波のりラジオWeek End Fever（西日本放送）                                                                                          | 8:00 ONE-J（TBSラジオ） ▽8:55 RKCミュージック・セレクト                                            |
| 9                     | | 8:00 ONE-J（TBSラジオ） ▽8:55 RKCミュージック・セレクト                                            |
| 10                    | 10:00 板東男節（四国放送） | |
| 11                    | 11:00 ゴッドアフタヌーン アッコのいいかげんに1000回（ニッポン放送） ▽11:55 高知新聞ニュース・天気予報 ▽12:26 RKCミュージック・セレクト | 11:00 高知新聞ニュース・天気予報                                                                   |
| 11                    | 11:00 ゴッドアフタヌーン アッコのいいかげんに1000回（ニッポン放送） ▽11:55 高知新聞ニュース・天気予報 ▽12:26 RKCミュージック・セレクト | 11:05 三山ひろしの演歌の夜明け（スバルプランニング）                                               |
| 11                    | 11:00 ゴッドアフタヌーン アッコのいいかげんに1000回（ニッポン放送） ▽11:55 高知新聞ニュース・天気予報 ▽12:26 RKCミュージック・セレクト | 11:30 うみともらじお（西日本放送・四国放送にも時差ネット）                                         |
| 12                    | 11:00 ゴッドアフタヌーン アッコのいいかげんに1000回（ニッポン放送） ▽11:55 高知新聞ニュース・天気予報 ▽12:26 RKCミュージック・セレクト | 12:00 かつお&さおりの!B級ラジオ図鑑（四国放送にも時差ネット）                                      |
| 13                    | 13:00 ロンドンブーツ1号2号 田村淳のNewsCLUB（文化放送） ▽13:55 高知新聞ニュース・天気予報                                              | 13:00 爆笑問題の日曜サンデー（TBSラジオ）                                                          |
| 14                    | 13:00 ロンドンブーツ1号2号 田村淳のNewsCLUB（文化放送） ▽13:55 高知新聞ニュース・天気予報                                              | 13:00 爆笑問題の日曜サンデー（TBSラジオ）                                                          |
| 14:55 RKC地震防災メモ | | 13:00 爆笑問題の日曜サンデー（TBSラジオ）                                                          |
| 15                    | 15:00 ワローのコレはどうかな?（再放送）                                                                                                | 15:00 おやじの青春（四国放送）                                                                     |
| 16                    | 16:00 松村邦洋のOH-!邦自慢（山口放送）                                                                                                 | 16:00 高知新聞ニュース・天気予報                                                                   |
| 16                    | 16:00 松村邦洋のOH-!邦自慢（山口放送）                                                                                                 | 16:05 加来耕三の「歴史あれこれ」                                                                   |
| 16                    | 16:00 松村邦洋のOH-!邦自慢（山口放送）                                                                                                 | 16:15 Buy Now                                                                                      |
| 16                    | 16:30 園芸販売情報・高知新聞ニュース                                                                                                   | 16:30 キャイ～ンのWANIWANIさせて （山梨放送）                                                      |
| 16                    | 16:45 吉弘拓生の「今こそ高知が面白い!」                                                                                                | 16:30 キャイ～ンのWANIWANIさせて （山梨放送）                                                      |
| 17                    | 17:00 RKCミュージック・セレクト | 17:00 明日への扉～いのちのラジオ＋（第1週） ～栄光のレジェンド～未来へ向かって～（第1週以外）      |
| 17                    | 17:05 今旬!インフォメーション | 17:00 明日への扉～いのちのラジオ＋（第1週） ～栄光のレジェンド～未来へ向かって～（第1週以外）      |
| 17                    | 17:20 ラジオ遍路・88の音巡り（四国AM4局週替わり制作、再放送）                                                                          | 17:00 明日への扉～いのちのラジオ＋（第1週） ～栄光のレジェンド～未来へ向かって～（第1週以外）      |
| 17                    | 17:30 土佐のむかし話 | 17:30 Music Delivery：Rα                                                                           |
| 17                    | 17:45 ウィークエンドネットワーク（TBSラジオ）                                                                                          | 17:30 Music Delivery：Rα                                                                           |
| 17                    | 17:50 気になる健康 ファミリードクター（再放送）                                                                                        | 17:30 Music Delivery：Rα                                                                           |
| 17                    | 17:55 高知新聞ニュース・天気予報 | |
| 18                    | 18:00 アナウンサー ミュージック マガジン                                                                                               | 18:00 中四国ライブネット（中四国AM8局週替わり制作）                                                |
| 19                    | 19:00 なないろクレヨンUoK! | 18:00 中四国ライブネット（中四国AM8局週替わり制作）                                                |
| 19                    | 19:30 音楽☆とらのアナ（火曜会） | 18:00 中四国ライブネット（中四国AM8局週替わり制作）                                                |
| 20                    | 20:00 ナオミの夢ラジオ（四国放送） | 20:00 杉ノ内柚樹のミュージック・さえら（西日本放送）                                               |
| 20                    | 20:30 問わず語りの神田伯山（TBSラジオ）                                                                                                | 20:00 杉ノ内柚樹のミュージック・さえら（西日本放送）                                               |
| 21                    | 21:00 デハラユキノリのヨルラジオ（再放送）                                                                                             | 20:00 杉ノ内柚樹のミュージック・さえら（西日本放送）                                               |
| 22                    | 22:00 ハライチのターン!（TBSラジオ）                                                                                                   | 22:00 志の輔&雷鳥のなんでか?ニッポン（北日本放送）                                                 |
| 22                    | 22:00 ハライチのターン!（TBSラジオ）                                                                                                   | 22:30 福山雅治と荘口彰久の「地底人ラジオ」（渋谷のラジオ）                                         |
| 23                    | 23:00 ももいろクローバーZ ももクロくらぶxoxo（ニッポン放送）                                                                           | |
| 23                    | 23:30 SixTONESのオールナイトニッポンサタデースペシャル（ニッポン放送）                                                                 | |
| 0                     | （0:00 - 5:00 放送休止） | |
| 1                     | （0:00 - 5:00 放送休止） | 1:00 オードリーのオールナイトニッポン（ニッポン放送）                                              |
| 2                     | （0:00 - 5:00 放送休止） | 1:00 オードリーのオールナイトニッポン（ニッポン放送）                                              |
| 3                     | （0:00 - 5:00 放送休止） | 3:00 オールナイトニッポン0(ZERO) （最終週）ヤーレンズのオールナイトニッポン0(ZERO)（ニッポン放送） |
| 4                     | （0:00 - 5:00 放送休止） | 3:00 オールナイトニッポン0(ZERO) （最終週）ヤーレンズのオールナイトニッポン0(ZERO)（ニッポン放送） |

#### 特別番組など
- 四万十川ウルトラマラソン中継

#### 随時放送の番組
- RKCニュース（随時）
- RKCミュージックセレクト（随時）
- RKC地震防災メモ（随時）

#### スポーツ中継
- RKCゴールデンナイター（ナイターシーズン 水曜 - 金曜 18:20 - 最大22:00。原則として『ニッポン放送ショウアップナイター』と同内容）
- ボートレースラジオ実況中継（SG優勝戦開催日の日曜 16:30 - 16:55 または 20:30 - 20:55、文化放送制作）
- 新春スポーツスペシャル 箱根駅伝実況中継（毎年1月2日・3日 8:30 - 14:00、文化放送制作）

### 過去に放送した番組

#### 自社制作番組
平日午前
- モーニングシャワー（月曜 - 金曜 6:55 - 7:00）
- RKCホームアワー（1969年4月 - 、9:00 - 9:50）
- ダイナミック900 あさのワイド（1973年10月 - ）
- おはよう!さわやかステーション
- 今日も元気に生き生きワイド
- 高知の朝は、まるまるワイド730
- おはようワイド（月曜 - 金曜 8:30 - 10:40、2008年3月終了）[注釈 12]
- みんなのラジオ（月曜 - 金曜 8:30 - 11:30、2008年4月 - 2016年4月）[注釈 13]
- あさドレッ!わいど
- 昼'S Walker（月曜 - 金曜 11:30 - 12:40）（2008年3月終了）
- ひるON♪（月曜 - 金曜 11:45 - 12:20）
- 歌のない歌謡曲（月曜 - 金曜 7:45  - 8:00、1954年11月12日 - 2023年9月）

平日午後
- 3時のパートナー
- ダイナミック900 ごごのワイドPart I 宮本潤子のときめきワイド
- ダイナミック900 ごごのワイドPart II 浜田容助のさわやかアクションラジオ
- ハートもホットに生き生きワイド（14:20 - 16:00）
- いきいきアフタヌーン
- ぱわらじっ!!（月曜 - 木曜 13:15 - 16:25）
- 笑ジオ（2020年3月30日 - 2022年3月24日）
- 谷脇ななみのアサヒスーパードライで乾杯!（月曜 - 金曜 16:25 - 16:30）
- RKCラジオ夕刊（月曜 - 金曜 17:46 - 18:00）
- とさこちラジオw（2022年3月28日 - 2024年3月28日）

平日夜
- むつみのバロックナイト
- RKCニュースファイナル
- ミュージック・トゥデイ WAROと一緒に

平日深夜
- 真夜中のデイト（1973年10月 - ）

金曜日
- GOGOラジオ ハイ、琢己です!（金曜 13:35 - 16:25）
- 纐纈琴巴のサブホリ!（金曜 23:00 - 23:30、2023年4月 - 2024年9月）

土曜日
- 走れ土曜日
- ウィークエンドワイド（1974年10月 - ）
- ようすけのとびだせ!土曜日
- とびだせ!土曜日～あったか高知ふれあい広場～
- サタデーピクニック（土曜 9:00 - 16:30）
- サタデーCafe（土曜 8:35 - 12:00）（2007年3月終了）
- 大二郎's ワールドII（土曜 11:30 - 12:00）
- おはこん!（土曜 8:35 - 11:30・12:05 - 15:00、2007年4月 - 2010年9月）[注釈 14]
- ラジオアイランドまる○しこく（土曜 13:00 - 16:00、他の四国AMラジオ局もネット）
- 明日ノート〜私のOne Step〜（土曜 16:30 - 17:00）[注釈 15]
- リクエストNO.1（土曜 19:30  - 21:00）
- YOUNG東芝シャナナこうち
- ホンダプリモ・リクエストサタデー
- アナウンサー　ミュージック　マガジン（土曜 18:00 - 19:00）

日曜日
- ネットワークサンデー
- 高知大学ラジオ公開講座（日曜 8:00 - 8:30）（2010年12月終了）
- 図書館アワー（日曜 11:05 - 11:10）
- リラックスサンデー（終了：高知競馬開催の日曜 13:00 - 16:00）[注釈 16]
- テアトル高知放送
- プレイバックRADIO・なつかしの小部屋（日曜 23:00 - 24:00）
- ザ・週刊ベストテン（日曜 23:00 - 24:00）（終了、内容は「MMM」に引き継がれた）

その他
- おはようございます
- RKC音楽広場
- ごきげんMONDAY
- RKCラジオ文庫土佐の文学「郷土随筆集」
- ハートフル倶楽部 WAROのこれはどうかな!?
- 細川葉子のブランチタイム
- 夜はこれからがんばらNIGHT!
- ミュージックデリバリー
- KAYOのミュージックブレイク
- 美人DJゲレンデ大騒動
- よさこいまるごとよっちょRADIO
- 武井道夫の自然探訪
- MMM（ナイターシーズン中は月曜18:30 - 20:00、オフシーズンは土曜放送）[注釈 17]
- 久保田ヒロシの気分は上々!（月曜 - 水曜 13:25 - 16:25）
- 田村ワローの気分は上々!（木曜 13:25 - 16:25）
- 佳世のごきげんワイド（月曜 13:35 - 16:25）[注釈 18]
- ワローのごきげんワイド（火曜 - 木曜 13:35 - 16:25）
- 県大生のセキララジオ!（金曜 23:00 - 23:30）[注釈 19]
- 土佐絵馬物語
- ラジオ歴史小説「ジョン・マン／順風編」アゲイン

ほか

## テレビ

### 放送時間
- 毎日24時間放送しているが、高知本社演奏所・烏帽子山送信所の設備点検あるいは大規模工事が行われる際はこの限りではない。

### テレビネットワークの移り変わり
- 1959年（昭和34年）4月1日 テレビ放送開始。日本テレビ・ラジオ東京テレビ（現・TBSテレビ）・フジテレビ・日本教育テレビ（現・テレビ朝日）とネットを組む。ニュース系列は日本テレビ主体と定める。
  - 当初はラジオで結びつきが強かったラジオ東京テレビ（現・TBSテレビ）系列に加盟する予定だったが、四国にはマイクロ回線が一本しかなく、同日にテレビ放送を開始して同じ回線を使用していた四国放送と同じ系列にならざるを得なかったこと、さらにスポーツ中継の人気が高かったために日本テレビ系列に加盟することになった[27]。
- 1966年（昭和41年）4月1日 この日発足のNNNに加盟。
- 1967年（昭和42年）6月 民間放送教育協会に加盟。
- 1970年（昭和45年）4月1日 テレビ高知の開局により、全日NNNニュース放送開始。一部例外を除くTBSの番組全般とフジテレビ・NETテレビの一部番組が移行。
- 1972年（昭和47年）6月14日 この日発足のNNSに加盟。
- 1975年（昭和50年）3月31日 ネットチェンジ（腸捻転解消）により、大阪発の番組が毎日放送制作から原則的に朝日放送制作に変更。これにより、毎日放送制作番組の全般がテレビ高知に移行。ただし、NETテレビ（現・テレビ朝日）系列に変更した朝日放送制作番組の一部は、テレビ高知と並行して放送された番組もあった。
- 1997年（平成9年）4月1日 高知さんさんテレビの開局により、フジテレビ系列の番組全般が移行。

### 現在放送中の番組
現在の番組の詳細は、公式サイトのテレビあるいはテレビ番組表を参照。

#### 自社制作番組
- RKCニュース（随時）
- RKCインフォメーション（月・火・木・金曜 5:15 - 5:20 土曜 5:05 - 5:10）
- RKC伝言板（月曜 - 金曜 11:27 - 11:30）
- こうちeye（第1部 月曜 - 金曜 15:50 - 16:50、第2部 同 18:15 - 18:55）（2006年10月2日スタート。「こうちNOW」の後継番組。2022年3月28日より『Eye＋スーパー』を吸収する形で放送時間を拡大）
  - 3海ネット（金曜に番組内で放送。日本海テレビ・西日本放送と同時ネット。）
- チャンネルはこのまま!（月曜 - 金曜 18:55 - 19:00）
- MY HOME（月曜 21:54 - 22:00）
- 一生一緒の家だから（水曜 21:54 - 22:00）
- 新しい暮らし（木曜 21:54 - 22:00）
- ぐるめ高知のうまいもん!（金曜 22:54 - 23:00）
- あなたと一緒にRKC（土曜 5:05 - 5:10）
- ゴルガチ!（土曜 5:30 - 5:50）
- いのちを守るTV（土曜 11:55 - 12:00）
- だいいち情報局（土曜 17:25 - 17:30）
- COCCOの宝石箱（土曜 21:54 - 21:58）
- ビタミンTV（土曜 22:54 - 23:00）
- おはようこうち（日曜 7:00 - 7:15）
- 土佐のむかし話（日曜 7:15 - 7:30）
- 産直!ゆずレター（日曜 11:25 - 11:30）
- 幸ちゃんのきまぐれドライブ（日曜 11:45 - 11:50）
- ワーク@!（日曜 13:25 - 13:30）
- .com Style（日曜 21:54 - 21:58）

#### 日本テレビ系列遅れネット番組
- 川島・山内のマンガ沼（火曜 0:54 - 1:24（月曜深夜）、読売テレビ制作）
- オードリーさん、ぜひ会ってほしい人がいるんです。（水曜 0:54 - 1:24（火曜深夜）、中京テレビ制作）
- それいけ!アンパンマン（水曜 10:28 - 10:57）
- Aランクパーティを離脱した俺は、元教え子たちと迷宮深部を目指す。（木曜 1:24 - 1:54（水曜深夜））
- グッと!地球便（木曜 10:25 - 10:55、読売テレビ制作）
- 所さんの目がテン!（土曜 13:30 - 14:00）
- 浜ちゃんが!（日曜 0:55 - 1:25（土曜深夜）、読売テレビ制作）
- 24時間テレビチャリティー・リポート（日曜 5:10 - 5:15）
- スクール革命!（日曜 16:00 - 17:00）
- 遠くへ行きたい（不定期放送、読売テレビ制作）

#### テレビ朝日系列番組
同時ネット
- 朝だ!生です旅サラダ（土曜 8:00 - 9:30、朝日放送テレビ制作）
- 新婚さんいらっしゃい!（日曜 12:55 - 13:25、朝日放送テレビ制作）※腸捻転解消まではテレビ高知で放送。

遅れネット
- アメトーーク!（金曜 0:54 - 1:54（木曜深夜））
- ドラえもん（金曜 10:25 - 10:55）※過去に第1作も放送。
- 食彩の王国（土曜 5:05 - 5:30）
- あなたの代わりに見てきます!リア突WEST.（日曜 1:25 - 1:55（土曜深夜）、朝日放送テレビ制作）
- ポツンと一軒家（日曜 11:50 - 12:50、朝日放送テレビ制作）
- ナニコレ珍百景（日曜 15:00 - 16:00）

#### テレビ東京系列番組
- あのちゃんの電電電波♪（水曜 1:24 - 1:54（火曜深夜））
- ゴッドタン（木曜 0:54 - 1:24（水曜深夜））
- YOUは何しに日本へ?（土曜 9:30 - 10:26）
- THE フィッシング（日曜 5:15 - 5:45、テレビ大阪制作）
- ポケットモンスター（日曜 6:30 - 7:00）
- 所さんの学校では教えてくれないそこんトコロ!（不定期放送）

#### 民間放送教育協会企画番組
- 日本のチカラ（日曜 5:45 - 6:15）

### 終了した番組

#### 自社制作番組
- テレビレポートRKC6時です→こうちToday→NNNこうちToday（NNNライブオンネットワーク内包）→ニュースプラス1こうち→こうちNOW
- 高知新聞きょうの夕刊（月曜 - 土曜 15:50 - 15:55 祝日は「RKCニュース」に改題）
- こうちNOW FRIDAY（金曜 17:30 - 17:50）
- とさジェンヌ（金曜 17:00 - 17:50）
- パタロウ商店・本日開店→新装開店!パタロウ商店（金曜 17:00 - 17:50）
- ごじでぱ（金曜 17:00 - 17:35）
- きんとく（金曜 17:30 - 17:45）（2007年4月〜 「ごじでぱ」後番組）※HD
- フライディ4（フォー）
- 週間テレポート ライフこうち
- Eye+スーパー（月曜 - 金曜 15:50 - 16:45）（2016年4月1日から2022年3月18日まで放送。「こうちeye」に吸収される形で終了）
- midnightkochi
- 公園どおりのウィークエンド（1991年スタート。四国地域では南海放送の「もぎたてテレビ70」と共に、長寿番組として知られる。ちなみに「公園どおり」の名称は本社屋前の国道32号線にある「公園通り」バス停からとったもの）※HD
- ごきげん ボニートっ!
- RKC名作シリーズ
- エコeco探検隊
- キラリ・2002よさこい国体
- 美樹ちゃんのワクワク・ゴーゴー
- ケイリンやろう!
- 怪傑!ビリビリナイト
- すこやか
- WEEKEND情報
- ウキウキナビゲーション
- 日曜お昼は3色パン（NKT・RNCとの共同制作番組。不定期で日曜日のお昼に生放送されていた。高速自動車道が、太平洋から日本海までつながったことを記念して始まった番組である）
- RKCサタデースペシャル
- わんだフォー
- みんなのローソン活用術

ほか

#### テレビ朝日系列番組
情報番組
- テレビ朝日系平日朝のワイドショー（2015年3月31日打ち切り）
  - モーニングショー→スーパーモーニング→情報満載ライブショー モーニングバード!
- テレビ朝日系平日正午枠（14:00から放送、1993年3月31日打ち切り[28]）
  - アフタヌーンショー→この秋一番!→なうNOWスタジオ→新・アフタヌーンショー→布施明のグッDAY→欽ちゃんのどこまで笑うの→お昼のマイテレビ→ホットライン110番→森田健作の熱血テレビ→お昼の独占!女の60分→人間探検!もっと知りたい!!
- MBS制作土曜朝のワイドショー（腸捻転解消前、腸捻転解消でKUTVに移行）
  - ウィークエンドショー→ウィークエンドモーニングショー→八木治郎ショー
- ABC制作土曜朝のワイドショー
  - おはようワイド・土曜の朝に→土曜だエブリバディ!→桂三枝のにゅーすコロンブス→海江田万里のパワフルサタデー
- 素敵な宇宙船地球号
- 新時代の中小企業→明日の経営戦略
- Let's ドン・キホーテ（名古屋テレビ制作）

料理
- いまどき!ごはん
- 愛川欽也の探検レストラン
- ごはんジャパン

スポーツ
- 熱闘甲子園（1980年代のみ放送、ABCでの本放送の翌朝に放送されていた。放送当日の『ルンルンあさ6生情報』は休止）
- 全国高校野球選手権大会中継
- 横浜国際女子マラソン
- 福岡国際マラソン（2021年大会をもって打ち切り）

バラエティ
- ビートたけしのスポーツ大将（1988年頃は月曜22時、1989年頃は金曜深夜にそれぞれ放送。また、2015年の復活特番も2015年5月16日の12:00 - 16:15に約2ヶ月遅れで放送された[29]）
- 愛のエプロン
- 銭形金太郎
- 笑いの金メダル（ABC制作） - 最終回の前週放送分で打ち切り。
- 堂本剛の正直しんどい
- 日曜19時後半象印マホービン一社提供枠
  - 象印歌のタイトルマッチ→ 象印スターものまね大合戦→象印ヒット作戦 1!2!3!→象印ライバル対抗大合戦!→象印クイズヒントでピント→象印ニュースクイズ パンドラタイムス
- 火曜19時枠
  - さんまのナンでもダービー→ウッチャンナンチャンの炎のチャレンジャーこれができたら100万円!!
- 勉強してきましたクイズ ガリベン
- クイズタイムショック（生島ヒロシ版は未放送、「タイムショック21」は放送あり）
- 超次元タイムボンバー
- 世界とんでも!?ヒストリー（1日遅れの月曜 22:00 - 22:54に放送していた）
- よくある質問
- 近未来×予測テレビ ジキル&ハイド（ABC制作）
- 人気者でいこう!（ABC制作）
- たけしの万物創世紀（ABC制作）→たけし・所のWA風がきた!（ABC制作）
- にっぽん菜発見 そうだ、自然に帰ろう（ABC制作）
- 目撃!ドキュン
- 驚きももの木20世紀（ABC制作）
- ナイナイナ（平日夕方に放送していた）
- パパパパPUFFY
- ぷらちなロンドンブーツ
- 決定!これが日本のベスト100
- テレビ千鳥

ドラマ
- テレ朝木曜21時枠連続ドラマ

七人の女弁護士→芸者小春の華麗な冒険→外科病棟女医の事件ファイル→七人の女弁護士II→真夜中は別の顔→女事件記者・立花圭子→法医学教室の事件ファイル→大空港'92→七人の女弁護士III→セールスレディは何を見た→法医学教室の事件ファイル→女検事の捜査ファイル→新空港物語→彼と彼女の事情→嫁の出る幕→ママのベッドへいらっしゃい→味いちもんめ→うちの母ですが…→外科医柊又三郎→Missダイヤモンド→味いちもんめII→炎の消防隊→小児病棟・命の季節→外科医・柊又三郎2→流れ板七人→最高の食卓→ボディガード→家政婦は見た!→愛しすぎなくてよかった→凄絶!嫁姑戦争 羅刹の家→女教師→外科医・夏目三四郎→ニュースキャスター霞涼子→恋の奇跡→てっぺん→恋愛詐欺師→恋愛中毒→アナザヘヴン〜eclipse〜→つぐみへ…〜小さな命を忘れない〜→スタイル!→お前の諭吉が泣いている→R-17→氷点2001→最後の家族→婚外恋愛→眠れぬ夜を抱いて→サトラレ→逮捕しちゃうぞ→恋は戦い!→動物のお医者さん→菊次郎とさき→TRICK→エースをねらえ!
- テレビ朝日系連続ドラマ（2006年4月 - 2006年9月まで月曜 24:20 - 25:15、2006年10月 - 2007年、水曜 15:58 - 16:53、2008年） 主に木曜ドラマ、金曜ナイトドラマを放送 時効警察→けものみち→アタックNo.1→不明
- テレビ朝日・ABC共同制作連続ドラマ（2008年10月 - 12月 木曜 16:00 - 16:53）パズル
- 木曜22時ドラマ枠
  - 非情のライセンス、海峡物語、野望、遥かな坂、判決
- テレビ朝日木曜20時枠時代劇（ただし、末期の一部作品はKUTVで放送）
  - 名奉行 遠山の金さん（テレビ朝日土曜20時枠時代劇に移動後も本局で放送）
  - 三匹が斬る!シリーズ
- 素浪人 月影兵庫（近衛十四郎主演）→素浪人 花山大吉
- 旅がらすくれないお仙
- 遠山の金さん捕物帳
- 火曜21時枠時代劇
  - 鬼平犯科帳（NET版第1シリーズ）→大忠臣蔵→荒野の素浪人→荒野の用心棒→破れ傘刀舟悪人狩り→破れ奉行→江戸の鷹 御用部屋犯科帖→破れ新九郎→半七捕物帳→江戸の牙→鬼平犯科帳（萬屋錦之介主演）→柳生あばれ旅→文吾捕物帳→柳生十兵衛あばれ旅
- 水曜21時枠時代劇
  - 日本剣客伝→新・日本剣客伝→日本任侠伝→燃えよ剣→宮本武蔵→軍兵衛目安箱→半七捕物帳（平幹二朗主演）→さすらいの狼→長谷川伸シリーズ→新書太閤記→女・その愛のシリーズ→右門捕物帖 (1974年のテレビドラマ)→鬼平犯科帳（丹波哲郎主演）→徳川三国志→人魚亭異聞 無法街の素浪人
- ナショナルゴールデン劇場
- 特別機動捜査隊（モノクロ版のみ。途中KUTVに移動）
- 華麗なる一族 (1974年のテレビドラマ)（毎日放送制作、腸捻転時代。TBS制作リメイク版はKUTVで放送）
- 私鉄沿線97分署

特撮
- メタルヒーローシリーズ（1984年からKUTVに移動）
  - 宇宙刑事ギャバン→宇宙刑事シャリバン
- スパイキャッチャーJ3
- 鉄道公安36号
- ジャイアントロボ
- アクマイザー3
- 透明ドリちゃん

アニメ
- クレヨンしんちゃん
- 怪物くん（第2作を放送。2010年の日テレドラマも放送）
- 忍者ハットリくん
- パーマン
- オバケのQ太郎
- 藤子不二雄ワイド
- 魔法使いサリー
- 聖闘士星矢（1986年度版を放送。十二宮編までは週1回放送であったが、アスガルド編以降は再放送用枠での集中放映となった。2012年度の『Ω』は県内の放送局では未放送。）
- おぼっちゃまくん

※月 - 金曜日まで16時から放映されていたが、セーラームーンシリーズと交代されたため、当時の『ドラえもん』などと同じ時間帯の16:30に変更され週1回となる。なお、この時間帯のアニメは1994年に『ゲゲゲの鬼太郎（第3作）』の再放送を数話放送し、16:30に長年放送されていた『ドラえもん』を筆頭に『クレヨンしんちゃん』や『それいけ!アンパンマン』が16時に移動したが1995年にこの3作品は早朝に放映されるようになったためこれを期に『ポケットモンスター』が放映されるまでは高知放送で夕方にアニメを放送することはなかった。
- 美少女戦士セーラームーン→美少女戦士セーラームーンR→美少女戦士セーラームーンS→美少女戦士セーラームーンSuperS→美少女戦士セーラームーンセーラースターズ
- 新機動戦記ガンダムW
- 朝日放送テレビ制作日曜朝8時30分枠のアニメ（枠自体は継続中、『おジャ魔女どれみ』の第1シリーズはKUTVで放送）[注釈 20]
  - はーいステップジュン
  - ビックリマン→新ビックリマン（一時、平日午前11時台（対象視聴者層が在宅しない時間帯）に放送されていた時期があった）
  - まじかる☆タルるートくん
  - 花より男子（ドラマ版はKUTVで放送）
- 魔法陣グルグル（第1作・ABC制作）
- もーれつア太郎（第1作）
- 聖戦士ダンバイン（名古屋テレビ制作）
- おはよう!スパンク→とんでモン・ペ→レディジョージィ（ABC制作）
- フクちゃん
- つるピカハゲ丸くん（本放送終了後、1997年 - 1998年頃に木曜 5:30 - 5:59に放送[30]）

その他
- 世界の車窓から

ほか

#### テレビ東京系列番組
- ビジネスマンNEWS
- TVチャンピオン→TVチャンピオン2
- ペット大集合!ポチたま
- ココリコミリオン家族
- 元祖!大食い王決定戦
- 所さん&おすぎの偉大なるトホホ人物伝
- ジャングル大帝
- 姫ちゃんのリボン（一時期のみ、後にKUTVに移行）
- 徳光のTVコロンブス（一時期のみ、後にKUTVに移行）
- 女と愛とミステリー
- 炎の闘球児 ドッジ弾平
- タモリの音楽は世界だ!
- 少女雑貨専門 エクボ堂（KUTVから移行）→トキメキおちゃめ組
- まんが水戸黄門
- トンデラハウスの大冒険
- ポケットモンスター ダイヤモンド&パール
- 空から日本を見てみよう
- ちょこっとイイコト 〜岡村ほんこん♥しあわせプロジェクト〜→家族になろう（よ）
- 仰天クイズ! 珍ルールSHOW
- まさはる君が行く!ポチたまペットの旅
- きらきらアフロTM（2013年3月打ち切り）
- 愛の貧乏脱出大作戦
- クイズ赤恥青恥
- ASAYAN
- 乃木坂工事中
- 明治安田レディス ヨコハマタイヤゴルフトーナメント

ほか

#### フジテレビ系列番組
（さんさんテレビ開局まで、☆はさんさんテレビ開局に伴い同局へ移行した番組）
- サザエさん☆

※月曜19時にさんさんテレビ開局まで長年放映されていたため、19時の日本テレビ/よみうりテレビ系のアニメなどを『金田一少年の事件簿』が始まるまで放映されることはなかった。そのため平成期まで作品によっては時間帯を夕方4時台などに放映したこともあった。
- ライオン奥様劇場→ライオンのいただきます→ライオンのごきげんよう☆
- FNN奥さまニュース（番販扱い、RKCではFNNに非加盟のため『高知新聞奥さまニュース』のタイトルで放送）
- 平日午後のワイドショー枠（1995年9月打ち切り、ただし枠としては☆）

3時のあなた→タイム3→タイムアングル→TVクルーズ となりのパパイヤ→3時ヨこい!（「タイムアングル」のみ14:55飛び降り）
- 郁恵の今日何にする?（単独番組としては1994年4月 - 9月の半年間のみ）
- プロ野球ニュース（1994年3月打ち切り、その後☆）
- 料理の鉄人☆
- ねるとん紅鯨団（関西テレビ制作、本来は深夜番組だが高知放送では日曜の午前中に放映していた。後番組の「とんねるずのハンマープライス」は不定期放送を経て☆）
- 森田一義アワー 笑っていいとも!（1996年9月打ち切り。その後☆）
- 笑っていいとも!増刊号（初期は時差ネットでフル放送であったが、同時ネット化後は途中飛び降りとなった）
- ズバリ!当てましょう
- 動物家族（日曜 12:15 - 12:45）
- 所さんのただものではない
- クイズ・ドレミファドン!
- 志村けんのだいじょうぶだぁ（KUTVから移行。2007年以降の復活特番は✩）
- たけし・逸見の平成教育委員会→平成教育委員会（1996年9月打ち切り、その後☆）
- オレたちひょうきん族
- 邦ちゃんのやまだかつてないテレビ
- とんねるずのみなさんのおかげです（放送枠がスポーツ中継と重なった場合は、翌週に順延せず番組返上となっていた。1996年9月打ち切り）
- ウッチャンナンチャンの誰かがやらねば!（後継番組「ウッチャンナンチャンのやるならやらねば!」は初回スペシャルのみ放送）
- ラスタとんねるず'94
- 木曜劇場（クールによっては水曜劇場枠のドラマを放送、両番組とも枠としては☆）
- 東海テレビ制作昼の帯ドラマ（1990年代の一時期放送。昼間の編成の穴埋め的存在であり放送時期は短かった。かつてはKUTVで放送されていた）（枠としては☆）
- 夜のヒットスタジオ
- ゴールデン洋画劇場（不定期）☆
- 夢で逢えたら→夢がMORI MORI→めちゃ²モテたいッ!→LOVE LOVE あいしてる☆
- めちゃ²イケてるッ!☆
- HEY!HEY!HEY!☆
- なるほど!ザ・ワールド
- あしたのジョー
- ゲゲゲの鬼太郎（第3作）
- おそ松くん（第2作、本放送終了後、1990年 - 1991年ごろに月曜 - 木曜 16:00 - 16:30に放映[31]）
- 平成天才バカボン（本放送終了後、1994年ごろに月曜 - 木曜 16:00 - 16:30に放映[32]）
- 幽☆遊☆白書
- ハイスクール!奇面組
- らんま1/2→ドラゴンクエスト
- らんま1/2 熱闘編
  - なお、2011年12月に放送されたスペシャルドラマ（日テレ版）も当局で放送。
- 日曜18時台前半アニメ

ハクション大魔王（ドラマ版は✩。　2020のリメイク版（ytv制作）も当局で放送）→いなかっぺ大将→科学忍者隊ガッチャマン→てんとう虫の歌→ポールのミラクル大作戦→一発貫太くん→科学忍者隊ガッチャマンII→科学忍者隊ガッチャマンF→とんでも戦士ムテキング→ダッシュ勝平→未来警察ウラシマン
ちびまる子ちゃん（第1期）※さんさんテレビ開局にて放映再開→ツヨシしっかりしなさい
- 釣りキチ三平
- 北斗の拳→北斗の拳2
- みゆき
- 世界名作劇場 （『トラップ一家物語』ではオープニングテーマとCMの切れ目にヒロインのマリア・クッチャラが楽器を弾きながら提供読みするシーンが一瞬映ることが多かった。なお高知放送では『ロミオの青い空』まで放送、（事実上の）後番組の『中華一番!』はさんさんテレビにて放送）
- くいしん坊!万才（村野武憲時代のみ）
- 19XX（深夜番組であったが、18時台に放送されていた）
- ひょうきんミニ放送局
- 新春かくし芸大会（1996年まで。フジテレビでの放送の翌日または翌々日に放送。1部制の年についても、年によって2部制に編集されて2日連続で放送されたこともある）☆
- 三菱ギャラントーナメント（現:ダイヤモンドカップゴルフ、関西テレビ制作、1996年大会まで）☆
- 華麗なる刑事
- 大空港
- 銭形平次（大川橋蔵主演）
- 江戸の旋風
- 三匹の侍
- 忍者部隊月光
- 鉄腕アトム（モノクロ版）
- どてらい男（関西テレビ制作）
- 爆笑奇席（関西テレビ制作）
- クレージーの奥さ〜ん!
- えぷろんママさん
- ママとあそぼう!ピンポンパン
- グレートマジンガー
- ザ・ヒットパレード
- 大奥 (1968年のテレビドラマ)（関西テレビ制作）
- 大坂城の女（関西テレビ制作）
- スパイ大作戦
- 魁!!男塾（本放送終了後、1989年頃に平日 16:00 - 16:30に放映[33]）
- お嫁さん
- ふるさと紀行（東海テレビ制作）
- 野球狂の詩

ほか

#### TBS系列番組
（テレビ高知開局まで）
- 時事放談
- JNNニュース（朝7時台のみネット）
- ヤング720
- ナショナル劇場（スポンサーの意向で、KUTVへの移行が遅れた。その間KUTVは東京12ch『プレイガール』を放送）
- 東芝日曜劇場
- ブラザー劇場
- 部長刑事（ABC制作・KUTV開局〜「腸捻転」解消後も継続。後の『アーバンポリス24』はKUTVで放送）
- ケンちゃんシリーズ（同時ネット）
- ザ・ガードマン
- ロッテ 歌のアルバム
- ポーラテレビ小説
- 不二家の時間
- 木下恵介アワー
- 夫婦善哉（ABC制作）
- スチャラカ社員（ABC制作）
- 火曜19時台前半アニメ枠
  - 宇宙少年ソラン→冒険ガボテン島→キャプテンスカーレット→サスケ
- 世界の結婚式
- エイトマン
- 日真名氏飛び出す
- 喜劇大学 珍版太閤記

ほか

### テレビ送信所
基幹局
- 送信所：高知 物理チャンネル17ch
- 呼出名称：高知放送デジタルテレビジョン
- コールサイン：JOZR-DTV
- リモコンキーID：4
- 3桁：041、042、043、044（臨時用）、641（ワンセグ用）。

中継局
- 虚空蔵 物理チャンネル16ch 出力30W 本放送開始日2007年5月1日
- 土佐町 物理チャンネル16ch 出力3W 本放送開始日2007年7月12日
- 窪川 物理チャンネル30ch 出力1W 本放送開始日2007年7月12日
- 中村 物理チャンネル25ch 出力100W 本放送開始日2007年9月1日
- 宿毛平田 物理チャンネル37ch 出力1W　本放送開始日2007年10月1日
- 宿毛 物理チャンネル16ch 出力10W　本放送開始日2007年12月25日
- 安芸 物理チャンネル16ch 出力10W 本放送開始日2007年12月25日
- 佐川 物理チャンネル25ch 出力3W 本放送開始日2008年1月7日
- 須崎 物理チャンネル30ch 出力10W 本放送開始日2008年2月1日
- 中土佐 物理チャンネル25ch 出力0.3W 本放送開始日2008年3月1日
- 本山 物理チャンネル25ch 出力1W　本放送開始日2008年4月28日
- 大豊 物理チャンネル34ch 出力1W 本放送開始日2008年5月26日
- 豊永 物理チャンネル25ch 出力1W 本放送開始日2008年5月26日
- 吾川 物理チャンネル30ch 出力1W 本放送開始日2008年8月15日
- 土佐清水 物理チャンネル37ch 出力3W 本放送開始日2008年9月1日
- 室戸 物理チャンネル25ch 出力3W　本放送開始日2008年10月15日
- 室戸岬 物理チャンネル25ch 出力3W 本放送開始日2008年10月15日
- 梼原 物理チャンネル25ch 出力1W 本放送開始日2008年11月15日
- 中村佐岡 物理チャンネル37ch 出力1W 本放送開始日2008年12月15日
- 大正 物理チャンネル16ch 出力3W 本放送開始日2008年12月22日
- 馬路 物理チャンネル30ch 出力0.3W 本放送開始日2009年1月14日
- 北川 物理チャンネル25ch 出力0.3W 本放送開始日2009年1月14日
- 物部 物理チャンネル16ch 出力1W 本放送開始日2009年2月20日
- 窪川興津 物理チャンネル46ch 出力0.1W 本放送開始日2009年3月27日
- 大野見 物理チャンネル25ch 出力0.3W 本放送開始日2009年5月15日
- 矢井賀 物理チャンネル30ch 出力0.1W 本放送開始日2009年5月15日
- 土左葉山 物理チャンネル25ch 出力0.3W 本放送開始日2009年6月10日
- 東津野 物理チャンネル30ch 出力1W 本放送開始日2009年6月10日
- 池川 物理チャンネル46ch 出力0.3W 本放送開始日2009年7月31日
- 仁淀 物理チャンネル16ch 出力1W 本放送開始日2009年7月31日
- 佐喜浜 物理チャンネル37ch 出力1W 本放送開始日2009年8月1日
- 小筑紫 物理チャンネル25ch 出力1W 本放送開始日2009年11月20日
- 大月弘見 物理チャンネル25ch 出力1W 本放送開始日2009年11月20日
- 土佐大月 物理チャンネル25ch 出力1W 本放送開始日2009年12月20日
- 下川口 物理チャンネル30ch 出力0.05W 本放送開始日2009年12月20日
- 南国八京 物理チャンネル25ch 出力0.01W 本放送開始日2009年12月25日
- 伊野鹿敷 物理チャンネル25ch 出力0.01W 本放送開始日2009年12月25日
- 東洋名留川　物理チャンネル25ch 出力0.01W 本放送開始日2010年1月31日
- 東洋甲浦 物理チャンネル37ch 出力0.05W 本放送開始日2010年1月31日
- 安田 物理チャンネル37ch 出力0.05W 本放送開始日2010年2月25日
- 室戸領家 物理チャンネル22ch 出力0.3W 本放送開始日2010年3月1日
- 沖ノ島母島 物理チャンネル25ch 出力0.01W 本放送開始日2010年3月25日
- 沖ノ島弘瀬 物理チャンネル25ch 出力0.01W 本放送開始日2010年3月25日
- 南国亀岩 物理チャンネル25ch 出力0.01W 本放送開始日2010年6月1日

#### 備考

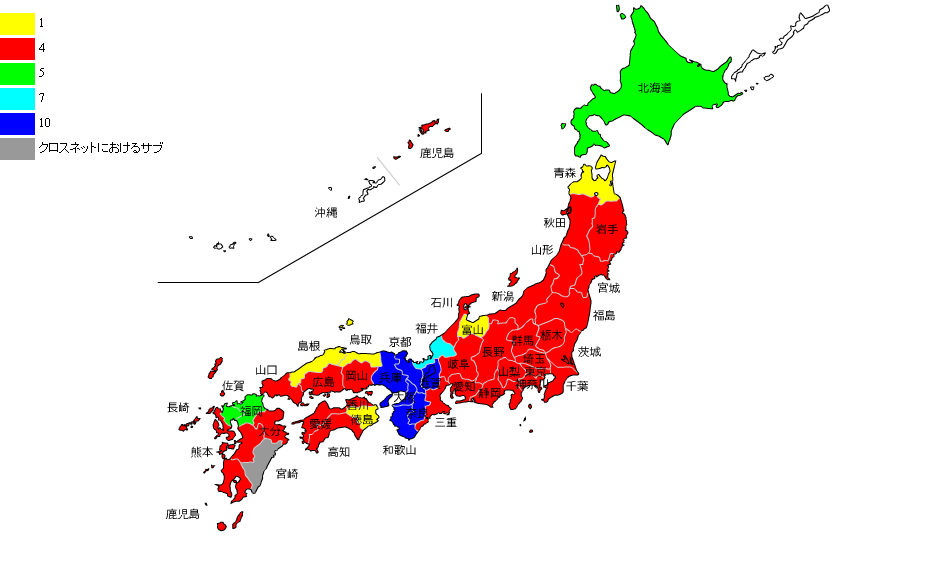
日本テレビ系列局のリモコンキーID地図

- リモコンキーIDは「4」。高知放送のアナログ親局は「8」であるが「8チャンネル」は全国的には専らフジテレビを意味してしまうためフジテレビ系列の高知さんさんテレビに明け渡し、日本テレビ系列局に合わせて「4」にした。

#### アナログ放送
2011年7月24日停波時点
基幹局
- 高知 五台山送信所 JOZR-TV 8ch 映像出力1kW 音声出力0.25 kW

中継局
- 高知神田（こうちこうだ） 58ch 映像出力30W 音声出力7.5W
- 高知一宮（こうちいっく） 45ch 映像出力0.1W 音声出力0.025W
- 高知御畳瀬（こうちみませ） 60ch 映像出力0.1W 音声出力0.025W
- 高知横浜 59ch 映像出力0.1W 音声出力0.025W
- 高知十津 51ch 映像出力0.1W 音声出力0.025W
- 高知西山 44ch 映像出力0.1W 音声出力0.025W
- 高知仁井田 62ch 映像出力0.1W 音声出力0.025W
- 土佐市 46ch 映像出力10W 音声出力2.5W
- 土佐市戸波（とさしへわ） 33ch 映像出力3W 音声出力0.75W
- 南国亀岩 50ch 映像出力0.1W 音声出力0.025W
- 南国白木谷 42ch 映像出力0.1W　音声出力0.025W
- 南国八京　58ch　映像出力0.1W　音声出力0.025W
- 伊野 59ch 映像出力3W 音声力0.75W
- 伊野是友 45ch 映像出力0.1W　音声出力0.025W
- 伊野鹿敷 49ch 映像出力0.1W 音声出力0.025W
- 物部 58ch 映像出力10W 音声出力2.5W
- 山田神母ノ木（やまだいげのき） 56ch 映像出力0.1W 音声出力0.025W
- 山田杉田（やまだすいた） 43ch　映像出力0.1W 音声出力0.025W
- 土佐町 10ch 映像出力10W 音声出力2.5W
- 土佐町田井 46ch 映像出力1W 音声出力0.25W
- 本山 8ch（垂直偏波） 映像出力1W 音声出力0.25W
- 大豊 1ch 映像出力3W 音声出力0.75W
- 大豊豊永 8ch 映像出力3W 音声出力0.75W
- 大豊西峰 57ch 映像出力3W 音声出力0.75W
- 大豊大田口 42ch 映像出力3W 音声出力0.75W
- 安芸 3ch（垂直偏波） 映像出力10W 音声出力2.5W
- 馬路 10ch 映像出力1W 音声出力0.25W
- 北川 56ch 映像出力3W 音声出力0.75W
- 安田 49ch 映像出力0.1W 音声出力0.025W
- 安田井の岡 35ch 映像出力0.1W　音声出力0.025W
- 田野 50ch（垂直偏波） 映像出力0.1W 音声出力0.025W
- 芸西瓜生谷（げいせいうりうだに） 50ch 映像出力0.1W 音声出力0.025W
- 室戸 10ch（垂直偏波） 映像出力30W 音声出力7.5W
- 室戸岬 43ch 映像出力30W 音声出力7.5W
- 室戸佐喜浜 36ch 映像出力10W 音声出力2.5W
- 室戸領家 52ch 映像出力3W 音声出力0.75W
- 東洋野根 55ch 映像出力10W 音声出力2.5W
- 東洋甲浦 62ch 映像出力10W 音声出力2.5W
- 東洋名留川 38ch 映像出力0.1W 音声出力0.025W
- 須崎 10ch 映像出力20W 音声出力5W
- 須崎久通 55ch 映像出力0.1W 音声出力0.025W
- 須崎小浜 47ch 映像出力0.1W 音声出力0.025W
- 須崎岡場 60ch 映像出力0.1W 音声出力0.025W
- 須崎西糺 45ch 映像出力0.1W 音声出力0.025W
- 梼原 10ch 映像出力3W 音声出力0.75W
- 東津野 10ch 映像出力3W 音声出力0.75W
- 葉山 41ch 映像出力3W 音声出力0.75W
- 葉山杉ノ川 51ch 映像出力0.1W　音声出力0.025W
- 中土佐 3ch（垂直偏波） 映像出力3W　音声出力0.75W
- 中土佐大野見 2ch 映像出力1W 音声出力0.25W
- 中土佐矢井賀 57ch 映像出力1W 音声出力0.25W
- 中土佐上ノ加江 3ch 映像出力0.1W 音声出力0.025W
- 佐川 5ch 映像出力10W 音声出力2.5W
- 佐川松崎 60ch 映像出力0.1W 音声出力0.025W
- 吾川 10ch 映像出力3W 音声出力0.75W
- 仁淀 3ch 映像出力1W 音声出力0.25W
- 池川 39ch 映像出力3W 音声出力0.75W
- 窪川 10ch 映像出力3W 音声出力0.75W
- 窪川琴平 48ch 映像出力1W 音声出力0.25W
- 窪川興津 59ch 映像出力1W 音声出力0.25W
- 窪川志和 60ch（垂直偏波） 映像出力0.1W 音声出力0.025W
- 大正 9ch 映像出力10W 音声出力2.5W
- 大正大奈路 45ch 映像出力0.1W 音声出力0.025W
- 大正中津川 45ch 映像出力0.1W 音声出力0.025W
- 十和 42ch 映像出力10W　音声出力2.5W
- 中村 3ch　映像出力250W 音声出力62.5W
- 中村佐岡 58ch 映像出力10W 音声出力2.5W
- 中村古津賀 50ch 映像出力0.1W　音声出力0.025W
- 西土佐 54ch 映像出力10W 音声出力2.5W
- 土佐佐賀 55ch 映像出力3W 音声出力0.75W
- 宿毛（すくも） 6ch（垂直偏波） 映像出力10W 音声出力2.5W
- 宿毛平田 57ch 映像出力10W 音声出力2.5W
- 宿毛小筑紫（すくもこづくし）  48ch 映像出力10W 音声出力2.5W
- 宿毛城山 40ch 映像出力0.1W 音声出力0.025W
- 宿毛桜町 60ch 映像出力0.1W 音声出力0.025W
- 宿毛志沢尾 60ch 映像出力0.1W 音声出力0.025W
- 宿毛沖の島母島（もしま） 46ch（垂直偏波）　映像出力0.1W 音声出力0.025W
- 宿毛沖の島弘瀬 60ch 映像出力0.1W 音声出力0.025W
- 大月 59ch 映像出力10W 音声出力2.5W
- 大月弘見 58ch 映像出力10W 音声出力2.5W
- 土佐清水 20ch 映像出力30W 音声出力7.5W
- 土佐清水竜串 47ch 映像出力30W　音声出力7.5W
- 土佐清水足摺岬 53ch 映像出力3W　音声出力0.75W
- 土佐清水下川口 53ch 映像出力1W　音声出力0.25W
- 土佐清水窪津 50ch 映像出力0.1W　音声出力0.025W

### マスコットキャラクター
- 2013年9月1日から使用しているのは「R（ロボット）・ケイシー」。未来からやってきたロボットであり、色は白である。
- 開局40周年の1993年から2013年8月まではパタロウがマスコットキャラクターであった。大きな目玉に三角形の体（体の色は左から赤・青・黄色）が特徴。実は手もある。本名は本町波太郎。[34]R・ケイシーにメインマスコットを譲ってからもRKCの公式SNSに登場している。

## アナウンサー・キャスター
男性
- 1986年 久保田浩史（解説委員）
- 1992年 丸山修（アナウンス部長）
- 1994年 井上琢己(報道制作部  副部長  2024年4月- ）
- 1996年 河内真(報道制作部  専任部長  2024年4月- ）
- 2016年 高橋龍介
- 2023年 井出一崇

女性
- 1985年 村山佐織
- 2009年 有吉都
- 2012年 高橋生、井手上恵
- 2023年 樺山夏帆
- 2025年 揚田葵衣（NHK高知放送局を経てサンテレビからの移籍[注釈 21]）

### かつて在籍したアナウンサー（退職・部署異動）
男性
- 1956年
  - 茂松延章
- 1964年
  - 塩田正興（ - 2002年）
- 1965年
  - 渡辺護（ - 2003年）
- 1967年
  - 相沢俊夫
  - 坂木卓弥（ - 2004年）
- 1971年
  - 長田修身（ - 2008年）
- 2006年
  - 松岡祐司（ - 2019年）
- 2016年
  - 雫石将克（ - 2022年）
- 小椋克己（南海放送から移籍、1967年に1年間、日本教育テレビ（現在のテレビ朝日）出向）
- 中屋俊彦
- 菅原愛一郎（伊予テレビ（現在のあいテレビ）開局時に移籍）
- 平井理弘（現・和歌山放送アナウンサー）

女性
- 1976年
  - 中西智恵（ - 1979年）
- 1982年
  - 井津葉子（ - 2025年3月31日）
- 1983年
  - 藤原倫子
- 1986年
  - 村井良江（現在は番組審議会事務局）
- 1991年
  - 石田佳世（現在はラジオ局ディレクター）
  - 貴島睦（ - 1996年）
- 1996年
  - 熊澤淳子（ - 1998年）
  - 吉田利佐（ - 1998年）
- 1998年
  - 秋山陽子（ - 2010年）
  - 長谷川恵子
  - 花房果子（ - 2009年）
- 2004年
  - 高塚奈央子（ - 2007年、現在はフリーアナウンサー）
- 2007年
  - 大木瞳美（ - 2012年、後に山形放送に移籍）
  - 永見佳織（ - 2012年、後に静岡第一テレビへ移籍）
- 2019年
  - 河野真歩（ - 2021年、後に大分放送に移籍）
- 2021年
  - 纐纈琴巴（ - 2024年9月、後に東海テレビ放送に移籍）
  - 藤井慎子（ - 2023年3月末）
- 尾崎美樹（2000年に派遣採用となったが、2005年退職。現在はフリーアナウンサー）
- 北原美和
- 佐々木裕子
- 中邑貞子

## その他
- 高知県内の放送局ではデジタルマスターへの更新は最も遅かった。しかし、その後はデジタル放送を普及させるため更新したマスターをニュース内の映像でよく放送している。なお、デジタルマスターへ更新される前日の2006年7月9日の放送終了時には、「デジタル放送施設整備のため本日の放送はこれで終了いたします。次の放送はこの後5時20分（『ズームイン!!SUPER』から）から開始します。」というテロップを30秒程放送し、停波した。
- 2021年6月に高知放送が10人の取締役を改選した際、同局の役員が1人退任したために9人となり、その内の2人が高知新聞社出身の役員で占められることになった。しかし、この事が特定企業によるメディア支配を防ぐために同じ企業から派遣された役員数の割合を総数の5分の1までとする「マスメディア集中排除原則」に抵触していたとして、総務省や四国総合通信局は2022年6月21日に早期是正と再発防止を求める行政指導を行ったことを発表した[35][36]。
- 2024年4月1日より平日の午後のラジオ（13時台 - 16時台）は文化放送制作の番組をネット受けしている。これは新社屋建設で経費がかさんだことが要因である。前年には長崎放送も新社屋建設で経費がかさんだことから平日の午後のラジオはTBSラジオ制作の番組をネット受けしている。両局はラ・テ兼営局だが、平日の夕方のテレビでも当局は主に16時台、長崎放送も主に17時台に自社制作番組を放送しており、在京キー局の全国ニュースを挟んで、18時台の自社制作によるローカルニュースまで放送しているという共通点がある。西日本放送も当局と同じ日に文化放送制作の番組をネット受け（13時台 - 15時台）しているなど、在京AM局のワイド番組をネットする編成は西日本の地方局で広がりつつある。
- 2021年6月27日、当局初の全国ネットバラエティ『山ちゃんが完全ガイド!! 1泊2日女子旅お遍路!!』を日本テレビ系列28局ネットで放送した[37]。山里亮太をガイドにYOU、ゆりやんレトリィバァ、西野未姫という世代の異なる女性3人が一斉に巡礼の旅に出る内容。